# Gäddaätten
Gädda var en småländsk frälsesätt, känd från 1300-talets senare hälft och utdöd 1508. 

## Historik
Gädda antogs tidigare stamma från Sven Trottason, som förde två korslagda färlor i sitt vapen. Nils Gädda tillhörde i slutet av 1300-talet det mot Magnus Eriksson och Håkan Magnusson stridande aristokratpartiet. I början av 1400-talet innehade hans son, väpnaren Karl Gädda, Broby i Östergötland och Lars Gädda var kanik i Linköping. 
Karl Gädda var gift med en till namnet okänd dotter till riddaren Karl Öra.
Deras söner var riksråden Jon, eller Johan Gädda (död på 1450-talet) och Erengisle Gädda, som deltog i inbördesstriderna på 1450- och 1460-talet på skiftande sidor. Erengisles barn var Nils Gädda (död 1508) och Iliana Erengielsdotter (Gädda), född 1468 på Geddeholm (numera Tureholm), död 1495 i Örebro, gift med riksföreståndaren Svante Nilsson och mor till Sten Sture den yngre: Illiana var barnbarnsbarnbarn till Erik Krummedige och således brylling med Gustav Vasa.

## Vapen
Vapen: Ätten förde ett så kallat talande vapen i form av en gädda i vapenskölden.

## Släkttavla
- Jon Gädda
  - Nils Gädda, riddare och häradshövding
    - Karl Gädda, riksråd och häradshövding.
      - Ingrid Karlsdotter.
      - Erengisle Gädda, riksråd och riddare.
      - Staffan Gädda.

    - Johan Gädda, riddare, riksråd och häradshövding.

  - Bengta Jonsdotter som var gift med Ärengisl Bengtsson.